# Julius Frank
Johann Julius Gottfried Ludwig Frank (Gotha, 8 de dezembro de 1808 – São Paulo, 19 de junho de 1841), conhecido no Brasil como Júlio Frank, foi um professor de história, filosofia e geografia no Curso Anexo da Academia do Largo de São Francisco, atualmente conhecida como Faculdade de Direito da Universidade de São Paulo, onde deu aulas de 1834 até sua morte.
Também foi o fundador da Bucha, uma Burschenschaft, sociedade secreta que existiu na Universidade de São Paulo e envolveu várias personalidades famosas, como o Barão do Rio Branco, Rui Barbosa e presidentes do Brasil do tempo da República Velha.

## Biografia

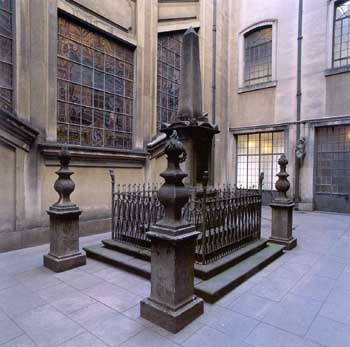
Tumba de Julius Frank em um dos pátios internos da Faculdade de Direito do Largo de São Francisco, em São Paulo.

Johann Julius Gottfried Ludwig Frank, chamado, no Brasil Júlio Frank, nasceu na cidade de Gotha, estado da Turíngia, na Alemanha. Seus pais foram Carlos Frederico Frank, encadernador de livros, e Carlota Frederica, filha do encadernador da corte. Desde jovem demonstrou interesse nos estudos, e por conta da desatenção paterna teve que começar a trabalhar desde cedo. Aos 12 anos já dava aulas particulares e, aos 17 anos de idade entrou na Universidade de Göttingen, na Baixa Saxônia. Devido a problemas com credores teve de fugir da cidade, indo primeiramente foi para Leipzig, depois para Berlim, onde começou a dar aulas particulares novamente. Por falta de documentação comprobatória de seus estudos em Göttingen, sua situação econômica tornou-se precária e acabou por imigrar para o Brasil, aonde chegou em 1828.
Tanto o necrológio de Júlio Frank, publicado na Revista Trimensal do Instituto Histórico e Geográfico Brasileiro em 1841, quanto Sacramento Blake, em seu Diccionario Bibliographico Brasileiro, citam que assim que Frank chegou ao Brasil, foi preso no Forte Tamandaré da Laje, no Rio de Janeiro, aparentemente por problemas com o capitão do navio. Já liberto, Frank toma o rumo de Ipanema, próximo de Sorocaba, onde Frederico Luís Guilherme de Varnhagem, pai do futuro Visconde de Porto Seguro, dirigia a Real Fábrica de Ferro de São João de Ipanema, também chamada de Fundição Ipanema, onde diversos técnicos dessa primeira siderúrgica brasileira eram alemães.
Após algum tempo, fixa-se em Sorocaba como caixeiro de uma loja e passa a dar aulas. Posteriormente, fixa-se em São Paulo, em uma "república" de estudantes, ajudando os filhos da elite brasileira a conseguirem prestar os exames preparatórios para a Academia de Direito de São Paulo.
Em 1834 passa no concurso para dar aulas no Curso Anexo da Academia de São Paulo, que havia sido criada em 1827. Como estrangeiro, não poderia ser efetivado, sendo então contratado temporariamente por dez anos. Seu salário anual era de seiscentos mil réis. Em 1834 tinha 38 alunos, em 1836 tinha somente 22, conforme anotações do Marechal Daniel Pedro Muller, em seu livro Ensaios D´Um Quadro Estatítico da Província de São Paulo. Em 1839, como material de apoio para suas aulas, publica o Resumo de História Universal, em co-autoria com Antônio Joaquim Ribas, seu aluno e futuro professor da mesma cátedra. A obra valeu a Frank a entrada como membro correspondente do Instituto Histórico e Geográfico Brasileiro, assim como Libero Badaró, médico, jornalista e também professor do Curso Anexo.
Frank era adepto da filosofia liberal, disciplina que também lecionou ao trabalhar com Kant e Fichte. Em um reunião, numa das repúblicas estudantis, isso por volta de 1831, sugeriu a criação de uma associação de estudantes para ajudar os menos favorecidos, através de uma rede de alunos e ex-alunos alunos da Academia. A sociedade, comum nas universidades germânicas, foi chamada de "Burschenschaft Paulista", e ficou mais conhecida como a "Bucha". A influência da Bucha na política brasileira foi tão grande que conseguiu fazer vários presidentes do Brasil e colocar seus membros em altos escalões do governo brasileiro especialmente na época da República Velha. Castro Alves, Rui Barbosa, Afonso Pena, Rodrigues Alves e o Barão do Rio Branco pertenceram à sociedade.
Devido a uma pneumonia, Frank veio a falecer em 1841. Por ter nascido dentro do protestantismo, não existe qualquer indício que ele fosse praticante de qualquer religião, não seria possível enterrá-lo no cemitério católico, muito menos dentro das igrejas, hábito comun naquele tempo, outra alternativa seria enterrarem o corpo no cemitério utilizado para os escravos e os animais, o que motivou protestos de seus alunos. Graças a intervenção do Conselheiro Brotero junto ao Bispo de São Paulo foi possível o enterro do professor em um dos pátios internos das Arcadas, diante da sala que utilizava para ministrar suas aulas. Posteriormente ao enterro foi levantado no local um monumento fúnebre em cantaria, que ainda se encontra no mesmo lugar nos dias atuais, apesar das diversas reformas e a reconstrução do prédio na década de 1930. Além do túmulo, um quadro a óleo de Júlio Frank foi mandado fazer; inicialmente o quadro ficava na sala onde ele dava aulas, posteriormente passou para a biblioteca, de onde desapareceu em 1938.

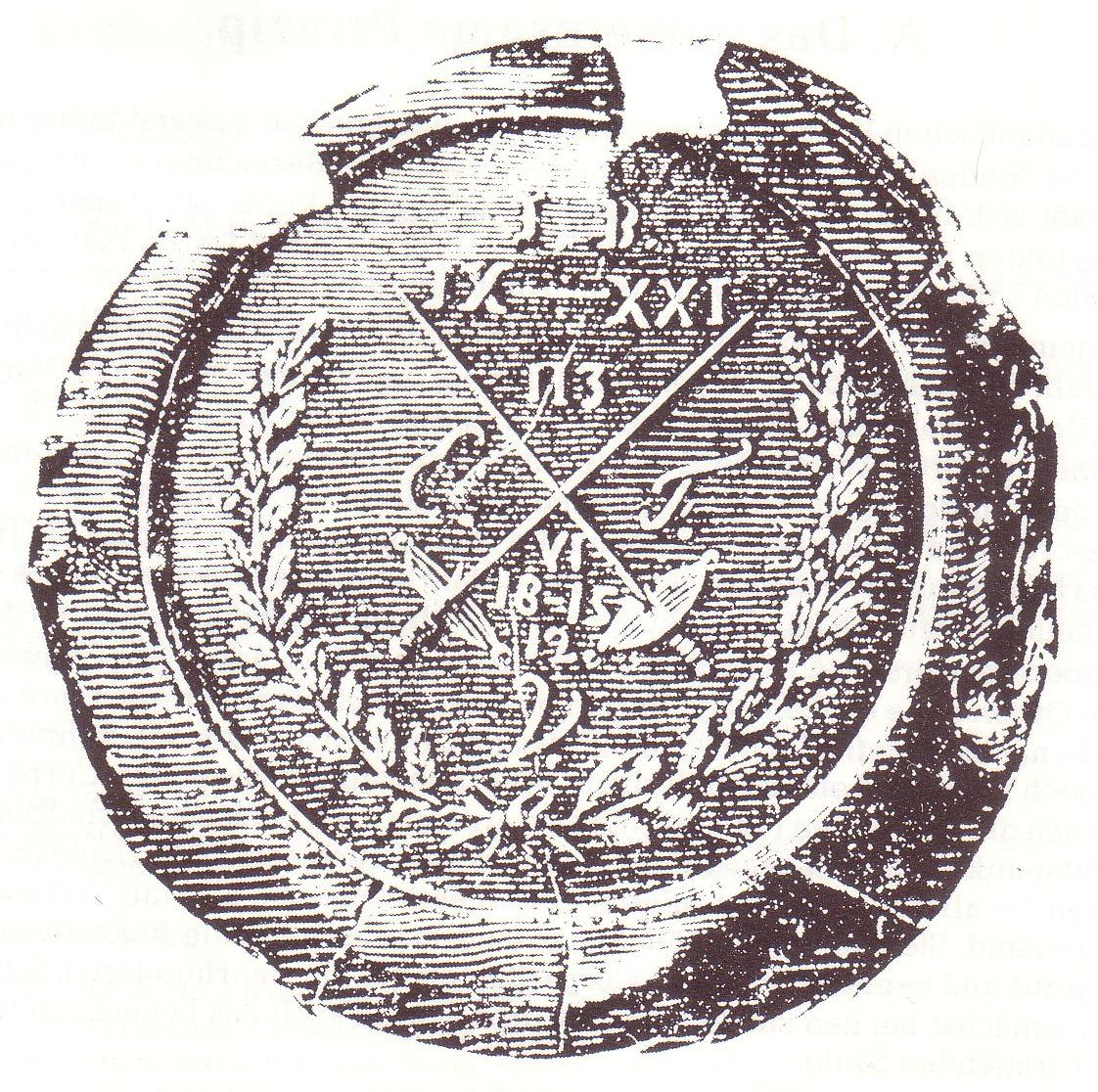
O Selo da Urburschenschaft da Universidade de Jena

## Controvérsias
O primeiro a documentar a existência e influência da Bucha no Brasil e, por consequência, de Julius Frank, foi o pesquisador e historiador Gustavo Barroso, membro da Academia Brasileira de Letras e do Instituto Histórico e Geográfico Brasileiro, autor de História Secreta do Brasil. Ele acreditava que Julius Frank, na verdade, seria Karl Ludwig Sand, que teria fugido para o Brasil antes da pena de morte.
| “ | Muitos sabem tratar-se de um erudito estrangeiro que durante anos desempenhou o cargo de professor de História no Curso Anexo, aceito apenas pelo seu grande saber, e que um dia saiu de São Paulo pela morte, como havia entrado pela estrada de Sorocaba, sem apresentar papéis nem falar de si. | ” |

| “ | As últimas testemunhas falaram de Júlio Frank como de um homem singular, aparecido em São Paulo ali por 1830, calando avaramente tudo quanto se referia ao seu passado. | ” |

| “ | Frank viveu apenas 32 anos, dez dos quais no Brasil, país em que morreu e foi enterrado, de maneira insólita, no pátio da escola, onde seus restos permanecem sob um túmulo imponente, tombado pelo Patrimônio Histórico. | ” |

| “ | Ao contrário da existência curta de seu fundador, a Bucha teve vida longa e influência duradoura na sociedade: de seus quadros saíram a maioria dos presidentes da República entre 1889 e 1930, além de poetas como Castro Alves e personalidades da história do Brasil como Ruy Barbosa e o Barão do Rio Branco. | ” |

## Bucha
A Bucha era uma sociedade secreta, liberal e filantrópica que esposava ideias liberais e republicanas. A sociedade tinha então uma estrutura bem definida e funcionava sob a liderança de um "chaveiro" (pessoa que detinha maior poder), apoiado por um "Conselho de Apóstolos" e um "Conselho dos Invisíveis". O ritual de admissão de um candidato era como de um clube fechado. Para o ingresso na sociedade, era necessário que a admissão fosse proposta por outros membros e, uma vez aceito, o novo "bucheiro" deveria pagar mensalidades proporcionais à sua hierarquia. A hierarquia, começando do nível mais baixo, estruturava-se em "catecúmenos", "crentes" e "apóstolos" (estes no total de 12, considerados membros mais importantes). O "bucheiro" iniciado deveria fazer o seguinte juramento: "Juro pela minha honra jamais revelar a quem quer que seja o que me vai ser confiado hoje. Serei o mais infame dos homens se faltar a esse meu juramento".
Consta que a "Bucha" funcionou por muitos decênios e que congregou uma série de políticos e intelectuais. Seu êxito inspirou a criação da Tugendbund na Faculdade de Direito do Recife; da Landmanschaft (1895), na Escola Politécnica de São Paulo; e da Jugendschaft (1913), na Faculdade de Medicina.
Diversos membros da Bucha tiveram enorme influência nos acontecimentos políticos ocorridos a partir do séc. XIX. Entre os 133 participantes da Convenção de Itu, em 1873, que resultou na criação do Partido Republicano Paulista, predominavam bucheiros como Campos Salles, Francisco Glicério, Américo de Campos e Rangel Pestana. Esses últimos foram, ao lado de Júlio de Mesquita, os fundadores do jornal O Estado de S. Paulo, que foi também uma espécie de órgão oficial da Bucha. Consta que Júlio de Mesquita Filho foi "chaveiro" da Bucha.
A famosa Comissão dos Cinco, encarregada de elaborar o anteprojeto da Constituição republicana, tinha entre seus membros três "bucheiros", Saldanha Marinho, Américo Brasiliense e Santos Werneck. Essa informação segundo Afonso Arinos de Melo Franco filho de  Afranio  de Melo Franco, membro da Bucha, na biografia que escreveu sobre o presidente Rodrigues Alves, na qual há  um longo capítulo sobre a  Bucha. Os três ministros civis mais proeminentes do governo provisório encabeçado pelo marechal Deodoro da Fonseca eram da Bucha: Rui Barbosa (Fazenda), Campos Sales (Justiça) e Quintino Bocaiúva (Negócios Estrangeiros). Além disso, também foram bucheiros na República do café com leite, os presidentes paulistas Prudente de Morais, Campos Sales, Rodrigues Alves, Washington Luís e Júlio Prestes, eleito em 1930 e que não chegou a assumir, assim como os presidentes mineiros Afonso Pena, Venceslau Brás e Artur Bernardes.
Em História Secreta do Brasil, o controverso e polêmico intelectual Gustavo Barroso (1888-1959) defendeu que Júlio Frank seria um heterônimo de Karl Ludwig Sand (1795-1820), estudante da Universidade de Jena, na Turíngia, integrante da Burschenschaft de lá. Oficialmente, Sand foi decapitado em 20 de maio de 1820, condenado pelo assassinato do dramaturgo August von Kotzebue (1761-1819), escrevendo Barroso: "As últimas testemunhas falaram de Júlio Frank como de um homem singular, aparecido em São Paulo ali por 1830, calando avaramente tudo quanto se referia ao seu passado".

## Livro
- Resumo de História Universal, 1839.